# الدعوة الإسلامية (مركز)
مركز الدعوة الإسلامية هو مركزٌ دعويٌ إسلاميٌ أسسه شيخ الطريقة القادرية الرضوية العطارية، الداعية الكبير، أبو بلال محمد إلياس العطار القادري الرضوي الضيائي في عام 1981م لنشر تعاليم القرآنِ والسُنَّةِ في العالم كلِّه۔